# تايفون سفن
تايفون سفن (بالتركية: Tayfun Seven)‏ هو لاعب كرة قدم تركي في مركز الوسط، ولد في 25 يونيو 1980 في أسكدار في تركيا. شارك مع منتخب تركيا تحت 17 سنة لكرة القدم وفريق تركيا الوطني لكرة القدم للشباب ومنتخب تركيا تحت 21 سنة لكرة القدم. أما مع النوادي، فقد لعب مع آلتاي إزمير وأضنة دمير سبور وألانيا سبور وأنطاليا سبور وإسطنبول باشاكشهير وبورصة سبور وبولو سبور وغنتشلربيرليغي وقونية سبور وملطية سبور ونادي فنربخشة.

## وصلات خارجية
- تايفون سفن على موقع اتحاد تركيا (لاعب) (الإنجليزية)
- تايفون سفن على موقع قاعدة بيانات كرة القدم.إي يو (الإنجليزية)
- تايفون سفن على موقع Soccerway.com (الإنجليزية)